# Lennilenapeïta
La lennilenapeïta és un mineral de la classe dels silicats, que pertany al grup de l'estilpnomelana. Rep el nom per la tribu indígena Lenni Lenape, que va habitar la zona dels voltants de Franklin. Les paraules "Lenni Lenape" signifiquen "el poble original" en la llengua algonquina de l'època.

## Característiques
La lennilenapeïta és un silicat de fórmula química K6-7(Mg,Mn,Fe,Zn)48(Si,Al)72(O,OH)216·16H₂O. Es tracta d'una espècie aprovada per l'Associació Mineralògica Internacional, i publicada per primera vegada el 1984. Cristal·litza en el sistema triclínic. La seva duresa a l'escala de Mohs és 3.
Segons la classificació de Nickel-Strunz, la lennilenapeïta pertany a «09.EG - Fil·losilicats amb xarxes dobles amb 6-enllaços més grans» juntament amb els següents minerals: cymrita, naujakasita, manganonaujakasita, dmisteinbergita, kampfita, strätlingita, vertumnita, eggletonita, ganofil·lita, tamaïta, coombsita, zussmanita, franklinfilita, parsettensita, estilpnomelana, latiumita, tuscanita, jagoïta, wickenburgita, hyttsjoïta, armbrusterita, britvinita i bannisterita.

## Formació i jaciments
Va ser descoberta a la mina Franklin, a la localitat de Franklin, dins el comtat de Sussex (Nova Jersey, Estats Units). També ha estat descrita a Longvale, al comtat de Mendocino (Califòrnia, Estats Units), i a la mina Arschitza, a la província de Suceava (Romania). Aquests tres indrets són els únics de tot el planeta on ha estat descrita aquesta espècie mineral.